# 巴利什冰川
79°25′S 84°30′W / 79.417°S 84.500°W
巴利什冰川是南極洲的冰川，位於埃爾斯沃思地，處於埃爾斯沃思山脈的赫里蒂奇嶺，全長33公里，最終注入斯普萊特斯特瑟冰川。